# Monastyr Rakovac
Monastyr Rakovac (Манастир Раковац) – XVI-wieczna świątynia prawosławna należąca do Serbskiego Kościoła Prawosławnego. Znajduje się w miejscowości Rakovac w Wojwodinie (północna Serbia).

## Historia
Nie ma żadnych rzetelnych informacji dotyczących początków monastyru w Rakovacu. Według miejscowej legendy pod koniec XV wieku Raka Milošević, jeden ze sług serbskiego despoty Jovana Brankovicia, zabił jelenia w miejscu, na którym dziś stoi monastyr. W tamtych czasach jelenia postrzegano jako symbol czystości duszy, w związku z czym Milošević zdecydował się wybudować świątynię jako pokutę za wyrządzony grzech.
Sądzi się, że monastyr powstał w pierwszej połowie XVI wieku. Według badań najbardziej prawdopodobną datą wzniesienia budowli jest rok 1533. Po raz pierwszy o monastyrze wspomina się w osmańskich dokumentach z 1546 roku. W 1687 doszło do pożaru świątyni, wywołanego przez żołnierzy w służbie sułtana. Po pięciu latach w 1692 igumen Teofan otrzymał pozwolenie na odbudowę monastyru. W tym samym czasie Imperium Osmańskie zostało wypchnięte z terenów Sremu, a do pomocy w odrestaurowaniu świątyni przyłączyła się Rosja. Monastyr ponownie został częściowo zniszczony w wyniku działań wojennych, zarówno w czasie pierwszej, jak i drugiej wojny światowej. W 1953 ruszyły prace nad odnowieniem świątyni. Monastyr znajduje się pod opieką miejscowego urzędu ds. ochrony zabytków.

## Architektura
Świątynia powstała w duchu architektury morawskiej. Widoczne są także elementy charakterystyczne dla baroku. Jednonawowy budynek monastyru wybudowany został na planie krzyża. Kopuła świątyni oparta jest na czterech filarach. Najstarsze zachowane freski pochodzą jeszcze z XVI wieku. Barokowy ikonostas autorstwa Vasilije Ostojicia został bezpowrotnie utracony w czasie drugiej wojny światowej. Do dziś pozostały po nim jedynie trzy ikony, które przechowuje się w Nowym Sadzie i Sremskiej Mitrowicy. Obecnie w świątyni znajduje się nowy ikonostas.

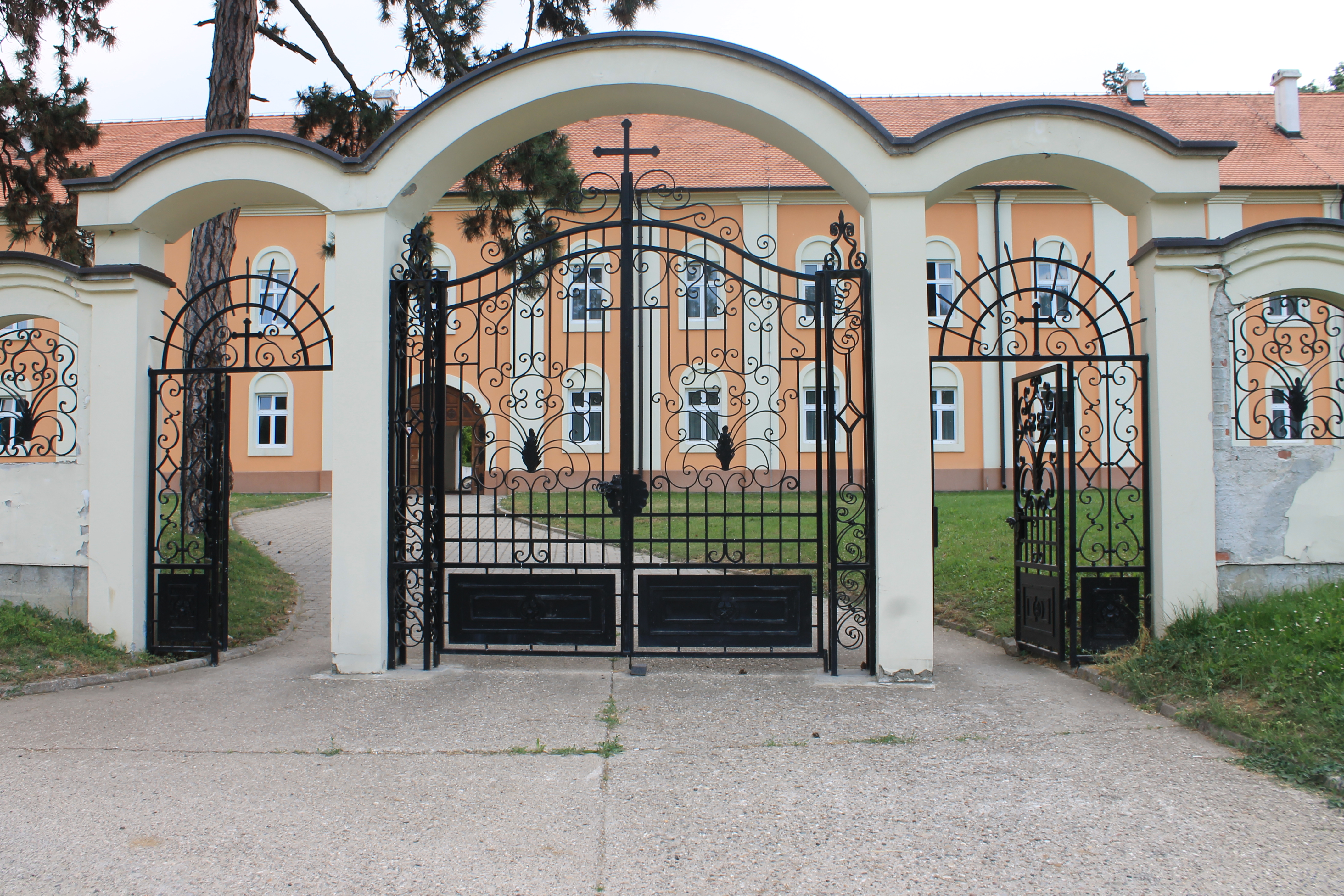
Wejście na teren świątyni
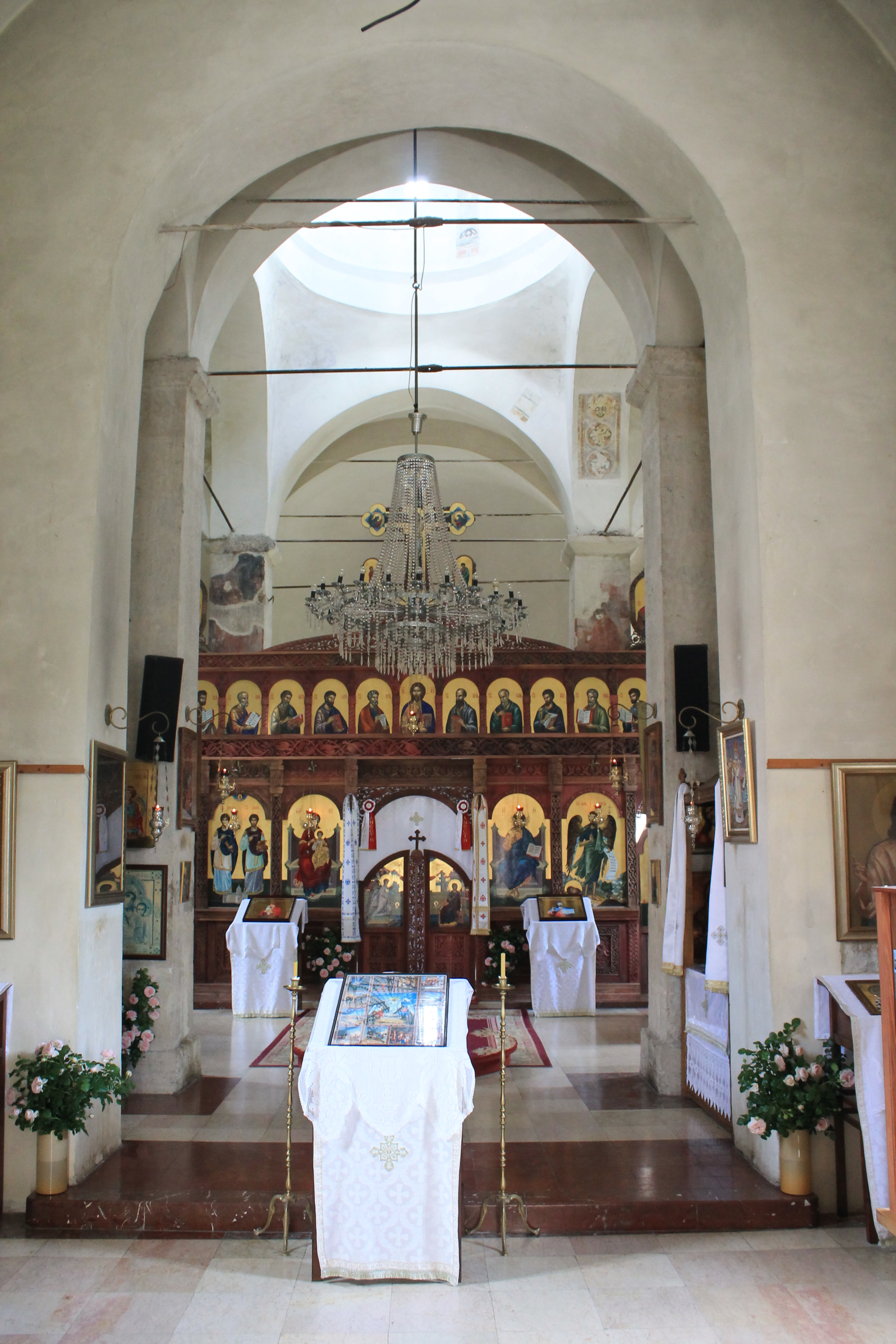
Wnętrze monastyru
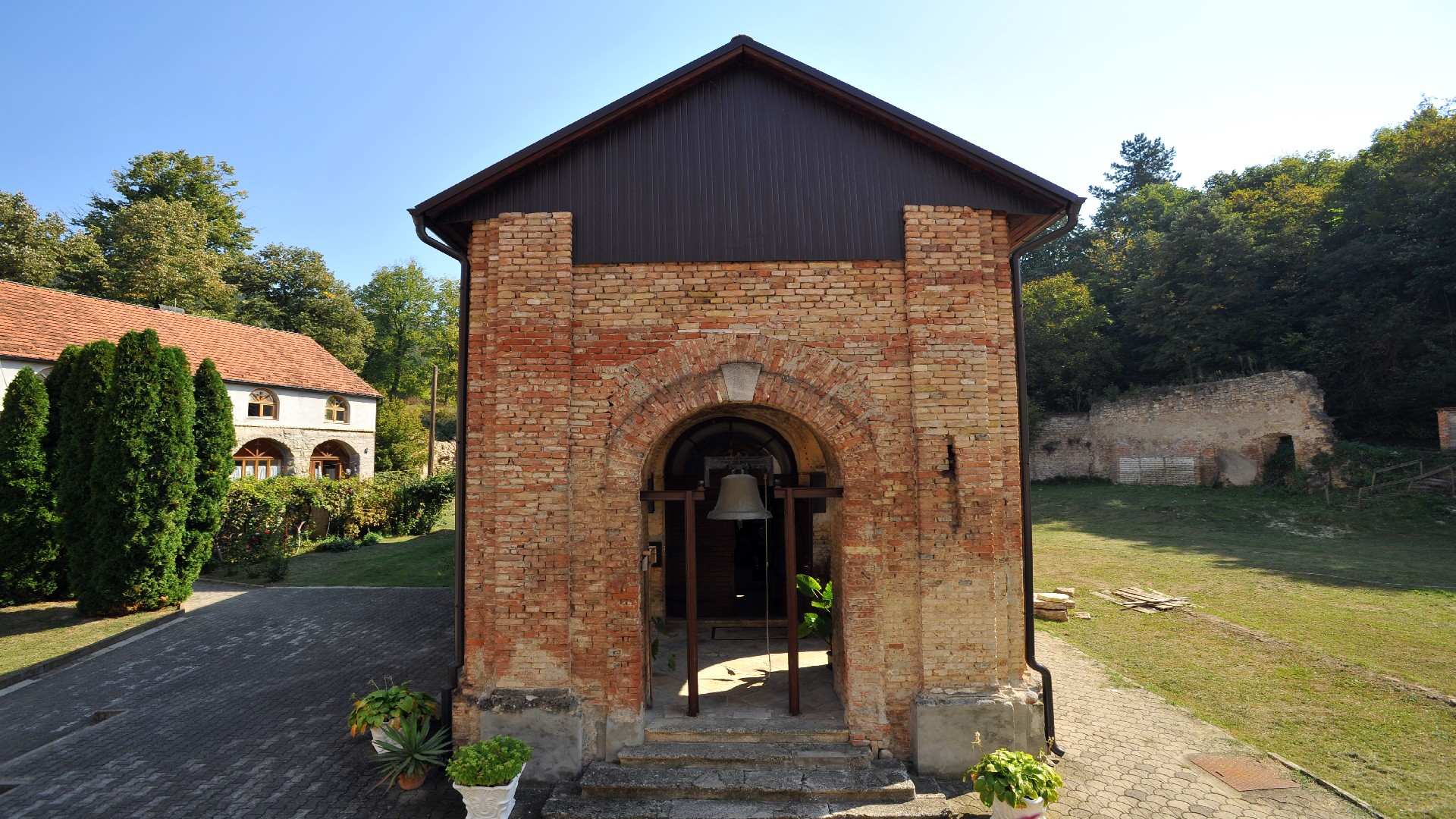
Dzwonnica
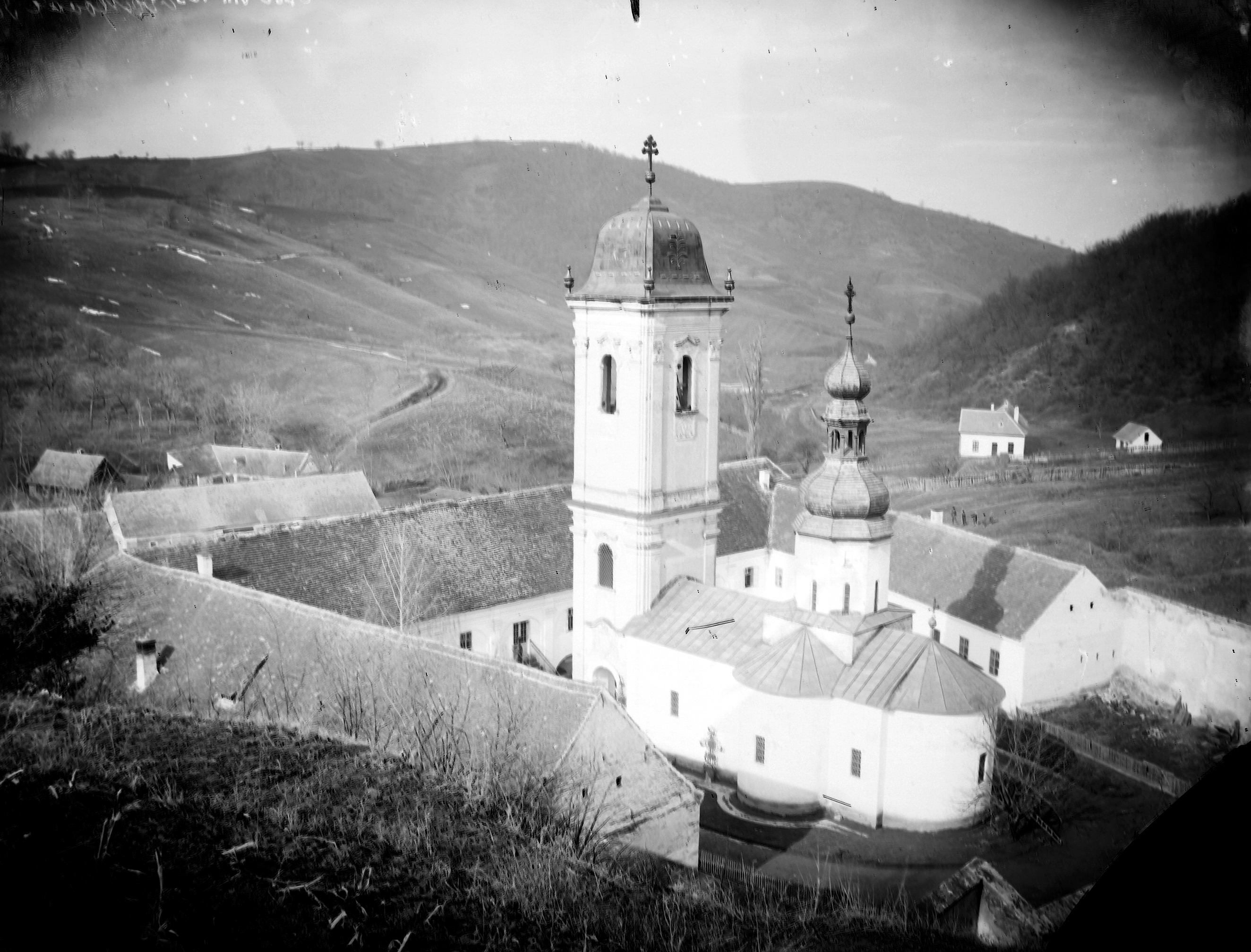
Fotografia świątyni z 1885 roku